# Metod Frlic
Metod Frlic, slovenski kipar in slikar * 20. december 1965, Suša.

## Življenje in delo
Po treh letih srednje šole za oblikovanje je študiral na Akademiji za likovno umetnost, kjer je diplomiral leta 1988 iz kiparstva pri prof. Luju Vodopivcu. Študij je nadaljeval na specialki ALU in magistriral pri istem profesorju leta 1996. Svoje izobraževanje je nadaljeval v Nemčiji na Atelierhaus Worpswede (1995) in na Japonskem na S-Air, Saporo Artist in Residence (2000).
Sodeloval je na mnogih samostojnih in skupinskih razstavah doma in po svetu.
Za župnijsko cerkev sv. Martina v Poljanah nad Škofjo Loko je naslikal oltarno sliko, ki prikazuje vstajenje Jezusa Kristusa.
V vasi Malenski Vrh pod Blegošem v Poljanski dolini si je v nekdanji šoli uredil dom in atelje. Kot docent predava na Akademiji za likovno umetnost in oblikovanje Univerze v Ljubljani.
Nekatera javna kiparska dela:
- Križ, 1986, Ljubljana
- Koitus, 1989, Hotavlje
- Portret dr. Janeza Bleiweisa, 1997, Kranj
- Delni pogled, 2001, Tržič
- Aleja znamenitih Ločanov, 2000-2006, Škofja Loka
- Portret dr. Jožeta Pučnika, 2007, Ljubljana
- Pomlad, 2007 (fontana)
- Doprsni kip Janeza Stanovnika, 2020: 04. 08. 2020 so v Valvasorjevem parku pri grobnici narodnih herojev odkrili njegov doprsni kip Janeza Stanovnika, dolgoletnega predsednika Zveze združenj borcev za vrednote NOB Slovenije, partizana in častnega meščana Ljubljane.